# 感染
感染（かんせん、英: infection）とは、生物の体内もしくは表面に、より体積の小さい微生物等の病原体が寄生し、増殖するようになる事。また、侵入等のその過程。
それによっておこる疾患を感染症という。
単細胞生物もウイルスによる感染を受ける。また、寄生虫の体長は宿主を超える事もある。

## 感染と類似した用語
感染と類似の用語に、伝染と流行がある。これらは時に混同されることが多いが、厳密には
- 感染：一人（一個体）の宿主が対象
- 伝染：二人（二個体）の宿主の片方からもう片方への感染
- 流行（英語: epidemic エピデミック）：複数の宿主の間（社会）における伝染

という区分がなされる。また流行のうち、多国間にまたがって広範囲で起きるものを汎発性流行あるいはパンデミック（英語: pandemic）、それよりも狭い地域で起きるものをエンデミック・地方性流行（英語: endemic）と呼ぶ。
なお、微生物が進入する前(たとえば皮膚表面に付着しただけ)などの場合は汚染といい、区別される。

## 感染から発症後までの全体的な流れ

### 感染の過程
病原体の生体への侵入
生体（いわゆる宿主）内の本来は無菌であるべき部位に病原体（いわゆる寄生体）が侵入する。病原体や宿主によって感染が生じる場所（感染部位）は限られており、感染が起きるためには、病原体が特定の入り口（侵入門戸）から特定の感染経路（侵入経路）を経て、感染部位に充分な数だけ到達する必要がある。例えば、食中毒の原因の一つであるサルモネラ菌は、手から食物などを介して口（＝侵入門戸）に入り、そこから消化管（＝侵入経路）を通る過程で唾液などに含まれる殺菌成分や食道粘膜の白血球、胃液など、生体の持つさまざまな生体防御機構による攻撃を逃れて、感染部位である腸管のM細胞に到達、その後、粘膜を経由し血流へ入り、全身感染する。
病原体の生体への定着・寄生
宿主はその病原体を排除しようと試みるが、その排除が働かないまたは追いつかなくて定着が持続する。または、宿主が故意に排除せず、宿主と寄生体の共存状態になる。この時点の状態を「寄生」という。宿主と寄生体の関係は宿主＝寄生体として成立している。臨床医学的には、この時点を保菌（いずれも英: colonization）と呼んでいる。例えば、常在細菌が生体に寄生した状態は、生体の病原性のある微生物の増殖を阻止するなど、生体にもメリットがある。

### 発症までの過程
生体での微生物の増殖
宿主と寄生体の共存が崩れ、力関係は宿主＜寄生体となる。宿主はその微生物を排除・増殖しようと試みたりするものの、抑えることができなくなった状態である。
生体での発症
病原体による感染が成立、すなわち生体内で安定な増殖を起こしても、必ずしも発病するとは限らない。増殖した微生物のうち宿主にとって病原性（英:virulence）のあるものとないものに分かれており、病原性のあるものによって発症する。発症は宿主と寄生体側の両方の作用によって宿主に何らかの病状をもたらした場合をいう。宿主に病状が出ているため、一般的に感染症として定義される。または、医学用語で顕性感染ともいう。一方、感染は成立しているが、発症しない状態は不顕性感染と呼ばれる。詳細は項目に譲ることとする。
1. 生体の免疫能力が不十分であり、寄生体が宿主の組織を破壊したり、宿主の機能に障害を与える。
2. 宿主が寄生体の増殖を抑えたり寄生体を排除する仕組み（一般には免疫と呼ばれている）によって、宿主に何らかの病状をもたらす。

### 発症後の流れ
病原体による感染が成立して発症した後は、主に3つの流れがある。
1. 寄生体が宿主に勝った場合→宿主の死亡
2. 宿主が寄生体に勝った場合→宿主による微生物の排除。いわゆる臨床医学的には治癒と呼んでいる。
3. 宿主と寄生体の共存関係が維持される。→感染は持続するが、症状が出現しない状態、いわゆる不顕性感染の状態である。感染は持続しているため潜伏感染とも呼ばれる。

という三通りの展開がある。
発病した後、生体の感染防御機構や医療措置などによっても処置できなかった場合には生体防御機構は破綻して、宿主は死の転帰をとる。逆に防御機構側が病原体に打ち勝つと、病原体が体内から排除されて治癒する。このとき同時に、宿主はその病原体に対する免疫を手に入れることも多い。
一方、病原体によっては生体防御機能から逃れて身を隠すことで排除を免れ、長期にわたって感染を継続させることがある。このような感染を潜伏感染と呼ぶ。単純ヘルペスウイルスなど一部のウイルスや結核菌などに見られる。潜伏感染する病原体の多くは、免疫システムの届きにくい神経細胞やリンパ球の細胞内に潜み、また自分自身の増殖や代謝を出来るだけ低く保つことで免疫による監視や排除から逃れているが、別の感染症や老化などにより宿主の抵抗力が低下すると、活性化して再び発病することで、日和見感染の原因になる。中でも特に潜伏感染と発病を繰り返し行う場合を回帰発症と呼ぶ。

## 感染の分類・種類
感染症、伝染病の項も参照のこと。
- 病原体による分類[11]：真正細菌、ウイルス、真菌、原生生物、寄生虫、ウイロイド、プリオンなど
- 侵入門戸による分類[6][12]：経口感染、経気道感染、経皮感染、創傷感染、接触感染、尿路感染、粘膜感染、胎盤感染など
- 感染経路による分類[6][12]：食物感染、水系感染、空気感染、飛沫感染、ベクター感染、血液感染、母乳感染、産道感染など
- 発病時期による分類[8]：急性感染、亜急性感染、慢性感染、遅発性感染、持続感染、再発感染、など
- 感染部位による分類[8][13]：全身感染、局所感染、異所性感染、表在性感染、深在性感染、細胞内感染など
- 伝染様式による分類[6]：垂直感染（母児感染）、水平感染

### 特殊な感染
菌血症、敗血症、ウイルス血症
血流中へ病原体が侵入することを菌血症、その結果全身での感染を生じる重症疾患を敗血症と呼ぶ。しばしば免疫力の低下や生体防御機構の破綻を背景とする。
日和見感染
健常人では保菌・定着しか起こさない非病原性あるいは弱毒性の病原体が、宿主の免疫低下に応じて感染を生じるもの。
院内感染（病院内感染）、市中感染
医療機関での滞在中や治療中に感染源と接触した結果生じた感染を院内感染と呼ぶ。特に薬剤耐性菌や日和見感染が大きな問題となる。医療機関において治療行為に用いられる人工呼吸器や中心静脈カテーテル、膀胱留置カテーテルの使用による感染は医原性感染とも呼ばれるが、広義には院内感染に含まれる。院内感染との対比で、医療機関外の一般環境（市中環境）で起こった感染を市中感染と呼ぶ。
内因感染、外因感染
宿主に常在している微生物によって症状を起こす場合を内因感染（内因性感染）と呼ぶ。易感染宿主に起こる日和見感染、菌交代症、異所性感染がこれに該当する。これに対し、生体外から進入した微生物によって感染が起こるものを外因感染（外因性感染）と呼ぶ。
一次感染、二次感染
最初にある病原体による感染が起こった後で、別の病原体による感染が起こった場合、前者を一次感染、後者を二次感染と呼ぶ。二次感染は日和見感染である場合が多い。また伝染病において見られる、最初の宿主での感染を一次感染、そこから次の宿主に伝染して起こった感染を二次感染と呼ぶ場合もある。
混合感染（複合感染、多重感染）
二種類以上の病原体が同時に感染する。
持続感染、慢性感染、潜伏感染
いずれも長期にわたって感染が続くもの。感染中にほぼ完全に病原体の増殖が止まり無症候である場合を潜伏感染、病原体の増殖がゆるやかに続く場合を慢性感染、長期にわたって何らかの症候が出つづける場合を持続感染と呼ぶが、必ずしもこれらの使い分けは明確ではない。

局所感染、全身感染
局所感染（local infection）は体の一定の部分のみに感染が限局している場合をいい、これに対し、病原体が血液中を流れ全身に広がっている場合を全身感染（generalized infection）という。
異所性感染
常在細菌が本来の定着部位と別の場所で感染すること。尿管における大腸菌の感染や、レンサ球菌による心内膜炎などが知られている。
細胞内感染
病原体が細胞の内部に感染すること。ウイルス、クラミジア、リケッチアなどの偏性細胞内寄生体の他、チフス菌、レジオネラ、リステリア、結核菌など一部の細菌にも見られ、これらの細菌を細胞内寄生細菌と呼ぶ。